# Melissa Auf der Maur
Melissa Gaboriau Auf der Maur (født 17. marts 1972) er en canadisk sangerinde og bassist. Hun har spillet bas i bl.a. Hole og Smashing Pumpkins, men udgav i 2004 sit første soloalbum. 
Auf der Maur blev gode venner med frontfiguren i Smashing Pumpkins, Billy Corgan, efter at have undskyldt for, at en ven havde kastet en ølflaske efter ham under en koncert i Montreal, Canada. Auf der Maurs band, Tinker, åbnede for Smashing Pumpkins, da de i 1993 spillede koncert i Montreal igen. Da Corgans ekskæreste, Courtney Love, manglede en ny bassist til hendes band Hole i 1994, anbefalede han Auf der Maur. 
Auf der Maur var i Hole i mere end fem år og forlod bandet i oktober 1999. Bassisten i Smashing Pumpkins, D'arcy Wretzky, havde forladt bandet i september 1999, og Corgan tilbød Auf der Maur at blive bandets nye bassist på deres opkommende verdensturné i 2000. Auf der Maur spillede med Smashing Pumpkins fra december 1999 til 2. december 2000, hvor bandet gav afskedskoncert i Chicago, USA. 
Auf der Maur startede herefter en række mindre bands, hvor hun kunne øve sig på at være forsanger. Hun startede bl.a. Hands of Doom, der udelukkende spillede Black Sabbath-numre, men spillede også originale sange i The Chelsea, som hun havde dannet sammen med bl.a. Paz Lenchatin. I 2004 udgav hun dog hendes første soloalbum, Auf der Maur, og tog på turné med sit soloband. Det forventes, at Melissa Auf der Maur udgiver en efterfølger i 2007 eller 2008. 

## Udgivelser

### Album
- Auf der Maur (2004)

### Singler
- Followed the Waves (2004)
- Real a Lie (2004)
- Taste You (2004)